# Certificat d'aptitude professionnelle de préparation et réalisation d'ouvrages électriques
 (mai 2016).
Le certificat d'aptitude professionnelle de préparation et réalisation d'ouvrages électriques est un diplôme national français dans le domaine de l’électricité. 
Il se prépare en deux ans dans un lycée professionnel. Il est aussi possible de le préparer en un an (formation pour adulte sous conditions). Pour accéder au CAP Pro Électricité, les élèves doivent avoir été scolarisés jusqu’à la classe de 3e.

## Objectifs de la formation
Cette formation prépare les apprentis au métier d’installateur d’électricien. Le  titulaire du diplôme, exerce son activité à l’extérieur ou à l’intérieur des bâtiments, d’entreprises de toute taille. Il exécute, d’après plans, schémas ou descriptifs, l’installation d’équipements électriques.
En CAP PRO ELEC l’élève devra :
- savoir réaliser les constructions et installations électriques,
- interpréter des plans et des schémas simples d’installation relatifs à la construction des bâtiments d’habitation,
- poser et mettre en place des tubes, canaux à câbles et des raccords,
- poser et fixer des boîtes de dérivation, des interrupteurs, des prises de courant, des éclairages,
- tirer les fils et les câbles pour les raccordements,
- localiser les pannes et éliminer les dérangements simples sur les installations et appareils[2],
- avoir un contrôle en réalisation et installation d’ouvrage électrique[3].

## Poursuite d’études
Après un CAP PRO ELEC le candidat aura la possibilité de préparer un Bac PRO ELEC et une mention complémentaire.
Il pourra également préparer les formations suivantes : BTS Électrotechnique / CAP Installateur thermique / MC Maintenance des systèmes embarqués de l'automobile / MC Maintenance en équipement thermique individuel / MC Réalisation de circuits oléohydrauliques et pneumatiques / MC Sécurité civile et d'entreprise / Bac pro Électrotechnique, énergie, équipements communicants (dernière session d'examen avec cet intitulé en 2018) / Bac pro Systèmes électroniques numériques / Bac pro Technicien de maintenance des systèmes énergétiques et climatiques / Bac pro Technicien en installation des systèmes énergétiques et climatiques / BP Installateur, dépanneur en froid et conditionnement d'air / BP Installations et équipements électriques / BP Métiers de la piscine / BP Monteur en installations du génie climatique et sanitaire.